# Aire d'attraction de Carentan-les-Marais
L'aire d'attraction de Carentan-les-Marais est un zonage d'étude défini par l'Insee pour caractériser l’influence de la commune de Carentan-les-Marais sur les communes environnantes. Publiée en octobre 2020, elle se substitue à l'aire urbaine de Carentan-les-Marais, qui comportait 3 communes dans le dernier zonage qui remontait à 2010.

## Définition
L'aire d'attraction d'une ville est composée d’un pôle, défini à partir de critères de population et d’emploi ainsi que d’une couronne constituée des communes dont au moins 15 % des actifs travaillent dans le pôle. Le pôle d’attraction constitue ainsi un point de convergence des déplacements domicile-travail,.

## Type et composition
L’aire d'attraction de Carentan-les-Marais est une aire intra-départementale qui comporte 13 communes dans la Manche. 
Elle est catégorisée dans les aires de moins de 50 000 habitants, une catégorie qui regroupe 12,2 % au niveau national.

### Carte

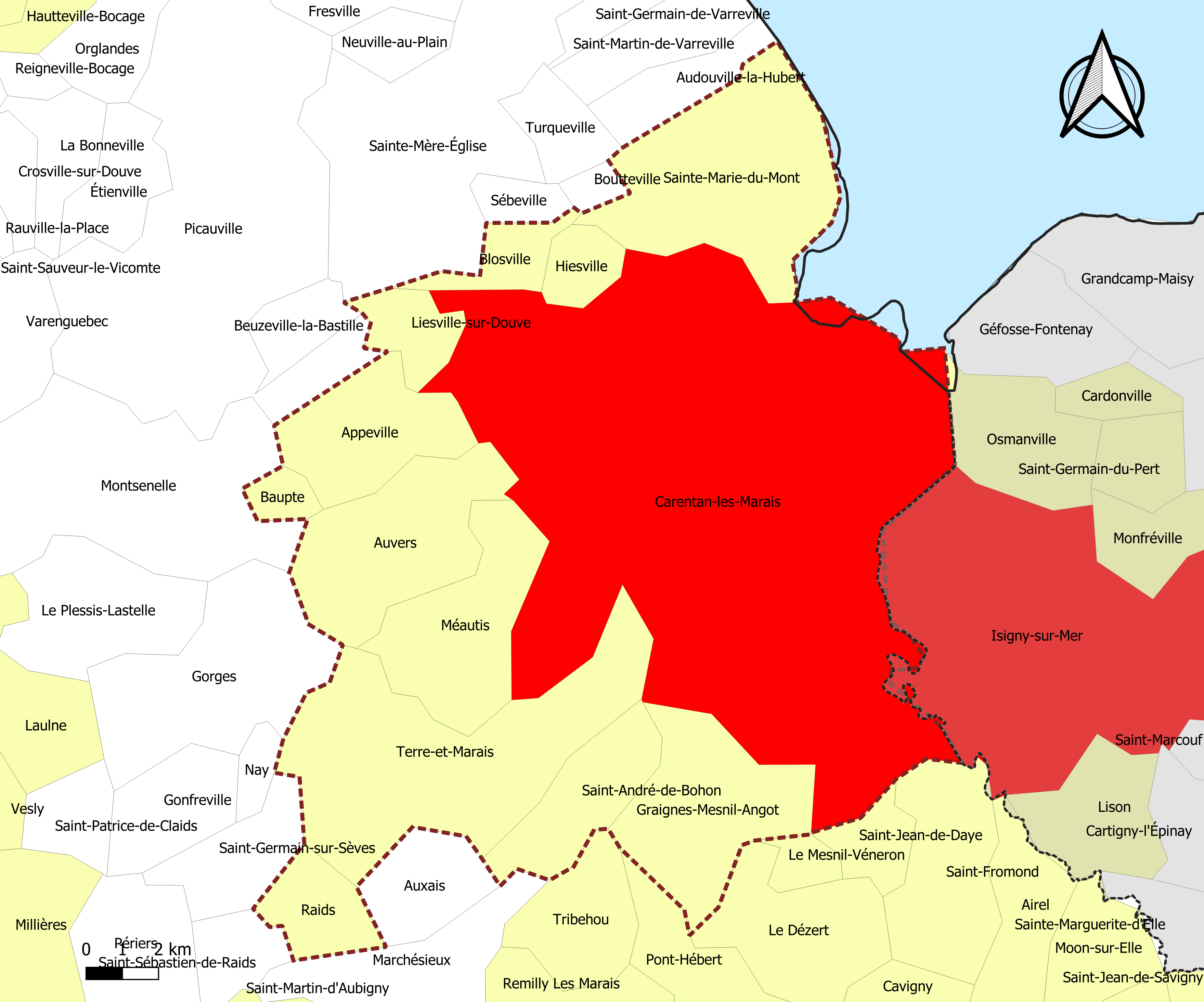
Carte de l'aire d'attraction de Carentan-les-Marais.
Commune-centre
Commune de la couronne

### Composition communale
| Nom                                  | Code Insee | Département | Statut                 | Superficie (km2) | Population (dernière pop. légale) | Densité (hab./km2) | Modifier                                    |
| ------------------------------------ | ---------- | ----------- | ---------------------- | ---------------- | --------------------------------- | ------------------ | ------------------------------------------- |
| Carentan-les-Marais (commune-centre) | 50099      | Manche      | commune-centre         | 133,29           | 10 220 (2022)                     | 77                 | modifier les données · modifier les données |
| Appeville                            | 50016      | Manche      | commune de la couronne | 13,20            | 193 (2022)                        | 15                 | modifier les données · modifier les données |
| Auvers                               | 50023      | Manche      | commune de la couronne | 18,76            | 689 (2022)                        | 37                 | modifier les données · modifier les données |
| Baupte                               | 50036      | Manche      | commune de la couronne | 2,29             | 428 (2022)                        | 187                | modifier les données · modifier les données |
| Blosville                            | 50059      | Manche      | commune de la couronne | 4,22             | 322 (2022)                        | 76                 | modifier les données · modifier les données |
| Graignes-Mesnil-Angot                | 50216      | Manche      | commune de la couronne | 18,35            | 800 (2022)                        | 44                 | modifier les données · modifier les données |
| Hiesville                            | 50246      | Manche      | commune de la couronne | 4,03             | 72 (2022)                         | 18                 | modifier les données · modifier les données |
| Liesville-sur-Douve                  | 50269      | Manche      | commune de la couronne | 5,24             | 214 (2022)                        | 41                 | modifier les données · modifier les données |
| Méautis                              | 50298      | Manche      | commune de la couronne | 16,98            | 648 (2022)                        | 38                 | modifier les données · modifier les données |
| Raids                                | 50422      | Manche      | commune de la couronne | 6,80             | 208 (2022)                        | 31                 | modifier les données · modifier les données |
| Saint-André-de-Bohon                 | 50445      | Manche      | commune de la couronne | 10,43            | 369 (2022)                        | 35                 | modifier les données · modifier les données |
| Sainte-Marie-du-Mont                 | 50509      | Manche      | commune de la couronne | 26,98            | 694 (2022)                        | 26                 | modifier les données · modifier les données |
| Terre-et-Marais                      | 50564      | Manche      | commune de la couronne | 35,59            | 1 288 (2022)                      | 36                 | modifier les données · modifier les données |